# Ágatha Ruiz de la Prada
Pour les articles homonymes, voir Ruiz et Prada.
Ágatha Ruiz de la Prada, 12e marquise de Castelldosríus, grande d'Espagne et 29e baronne de Santa Pau (Madrid, 1960), est une styliste espagnole. Ses dessins originaux aux couleurs vives sont très populaires. Elle utilise des motifs comme des lunes, des étoiles, des soleils, des nuages ou des cœurs. Elle dessine des vêtements, mais aussi des meubles, des tapis, des lampes, des stylos, des crayons, des parfums, des sacs, des serviettes ou de la literie.

## Biographie
Elle est l'arrière-petite-fille de Juan de Urruela, marquis de San Román de Ayala. Elle étudie à l'École des Arts et Techniques de la Mode de Barcelone. À l'âge de 20 ans, elle commence à travailler comme assistante dans le studio madrilène du couturier Pepe Rubio.Un an plus tard  a réalisé son premier défilé de mode dans un centre de design à Madrid, Centro de Diseño et a participé à un défilé de mode collectif au Museo de Arte Contemporáneo de Madrid. Un an plus tard, Agatha ouvre sa première boutique et expose Trajes Pintados. 
"Mon design est conceptuel. Si nous éliminons tout ce qui est superflu, nous arrivons à la conclusion que la mode doit être confortable : confortable pour le corps et l'esprit, confortable pour le porteur et le spectateur, et confortable à faire et à détruire", déclare Ágatha Ruiz de la Prada. 
Outre la création de lignes de vêtements, elle s'est lancé dans la fabrication de chaussures, de parfums, de montres, de linge de maison, de papeterie et de meubles décorés, de costumes de théâtre, de vêtements de poupées, d'uniformes, de bas, de lunettes, de tissus d'ameublement, de costumes, de décorations de cuisine (sous-verres avec des motifs spéciaux, entre autres) et même d'étiquettes pour bouteilles de vin. Elle a publié ses propres livres, conçu des couvertures de livres et de disques.
Agatha Ruiz est une des icônes de la Movida. Elle habite actuellement à Madrid où elle a son principal atelier.
En 2008, elle reçoit la Médaille d'or du mérite des beaux-arts par le Ministère de l'Éducation, de la Culture et des Sports.
Du 3 au 11 décembre 2011, elle est l'invitée d'honneur de la 8e édition de la Biennale internationale d'Art contemporain de Florence. Des parfums qui portent son nom sont commercialisés par l'entreprise Puig.
Elle était la compagne du journaliste Pedro J. Ramírez et l'a même épousé après une relation de plus de 30 ans, avant de divorcer peu après le mariage. Le couple a eu un fils et une fille, Tristán Jerónimo Ramírez Ruiz de la Prada et Olivia Cósima Ramírez Ruiz de la Prada.